# Bjelina
Bjelina je naselje u sastavu grada Benkovca u kontinentalnom dijelu Dalmacije u Zadarskoj županiji.

## Stanovništvo
| broj stanovnika | 581   | 626   | 596   | 672   | 802   | 795   | 985   | 853   | 803   | 854   | 835   | 781   | 727   | 652   | 50    | 92    | 82    |
|                 | 1857. | 1869. | 1880. | 1890. | 1900. | 1910. | 1921. | 1931. | 1948. | 1953. | 1961. | 1971. | 1981. | 1991. | 2001. | 2011. | 2021. |

## Povijest
Bjelina se od 1991. do 1995. godine nalazila pod srpskom okupacijom, tj. bila je u sastavu SAO Krajine.

## Spomenici i znamenitosti
- arheološki lokalitet Gradina
- ostaci turske kule
- pravoslavna crkva Prepodobne Majke Paraskeve (sv. Petka) (1815.)[4]